# Recardelino
Recardelino es el primer álbum de estudio del cantante y compositor español Juanjo Bona. Se estrenó el 7 de marzo de 2025 bajo el sello de Universal Music España. Con un sonido pop indie, mezclado con jota aragonesa, el álbum contiene once temas, cuatro de ellos publicados como sencillos. Con este primer debut en la industria musical, Bona consiguió arrebatar el segundo puesto a Bad Bunny en la lista de álbumes más vendidos en España durante la semana del 7 al 13 de marzo de 2025.
El nombre del álbum proviene de un localismo de Magallón utilizado por los mayores para referirse a niños activos y cantarines, y por otro lado, hace referencia a los cardelinos o jilgueros comunes.

## Producción y grabación
Recardelino fue producido por Marcel Bagés y David Soler, conocidos como el dúo El Extintor, y quienes han trabajado anteriormente con artistas como María Arnal, Zahara o Amaia.
La producción del disco se caracteriza por una fusión de géneros, combinando elementos del pop contemporáneo con el folclore tradicional aragonés, especialmente la jota, con la que Bona refleja sus raíces y vivencias personales para alejarse de propuestas más comerciales. Inspirado por artistas como María Arnal, encontró en Bagés y Soler los productores ideales para dar forma a su visión musical. El álbum está dividido en tres etapas, aunque sin estar diferenciadas directamente: una primera que representa su infancia y su pueblo, una segunda que representa su marcha para estudiar en Madrid y una última que representa el amor.
Cuenta con la colaboración de varios compositores del ámbito indie-pop, como Alicia Ros (de la banda Cariño), Lucas de la Iglesia (Confeti de Odio), Irene Garry, Fresquito & Mango, Laaza o El Buen Hijo, que aportan una perspectiva fresca y contemporánea al proyecto.
La grabación de Recardelino se llevó a cabo entre 2024 y principios de 2025, en un proceso marcado por la conexión de Bona con la naturaleza y sus raíces; algunas sesiones se realizaron en entornos rurales de Lérida y Cantabria, espacios que aportaron tranquilidad e inspiración al proceso creativo. El propio Bona explicó que grabar en estos paisajes naturales le ayudó a expresar sus emociones de forma más honesta y directa, alejándose del bullicio urbano.

## Promoción

### Gira musical
Tan Mayor y Tan Niño Tour es la primera gira de conciertos de Juanjo Bona, destinada a promocionar su álbum debut, Recardelino. La gira se inició el 8 de marzo de 2025 en Palma de Mallorca y se anunció inicialmente para 10 fechas en toda España, entre marzo y mayo de 2025. Debido a la gran acogida por parte del público, paulatinamente se fueron añadiendo más fechas a esta primera parte, hasta un total de 22 conciertos entre marzo y julio de 2025. En julio de 2025, se anunció una segunda tanda de fechas, sumando un total de 31 conciertos y finalizando la gira en enero de 2026.
Durante la primera parte de la gira, Bona interpretó las 11 canciones que componen su álbum debut, su primer sencillo «Lo que no ves de mí», covers («Que se divierta y no llore», «Toda la noche en la calle»), algunas canciones de su paso por Operación Triunfo 2023 («La nave del olvido»), su colaboración con Martin Urrutia y un par de jotas rondaderas escritas para cada ciudad de la gira.
Además de cantar un par de rondaderas personalizadas para cada ciudad donde se realizaba el concierto, dedicó una a su pareja y familia política en los dos conciertos de Bilbao, y otra a Noemí Galera en el segundo concierto de Barcelona. En los conciertos de Bilbao, Murcia y San Sebastián, Urrutia se unió a Bona para cantar juntos su colaboración «El destello»; también cantaron a capela su versión de «God Only Knows».
Cada concierto estuvo dividido por tres interludios, haciendo referencia a las tres etapas de Recardelino. A continuación se muestra la lista de conciertos con fecha de presentación, ciudad, recinto y notas:
| Fecha                     | Ciudad                    | País                 | Recinto                                         | Nota                     |
| Primera etapa (2025)      | Primera etapa (2025)      | Primera etapa (2025) | Primera etapa (2025)                            | Primera etapa (2025)     |
| ------------------------- | ------------------------- | -------------------- | ----------------------------------------------- | ------------------------ |
| 8 de marzo de 2025        | Palma de Mallorca         | España               | Trui Teatre                                     | –                        |
| 13 de marzo de 2025       | Bilbao                    | España               | Teatro Campos Elíseos                           | –                        |
| 14 de marzo de 2025       | Bilbao                    | España               | Teatro Campos Elíseos                           | –                        |
| 17 de marzo de 2025       | Barcelona                 | España               | Teatro Apolo                                    | –                        |
| 18 de marzo de 2025       | Barcelona                 | España               | Teatro Apolo                                    | –                        |
| 28 de marzo de 2025       | Valencia                  | España               | Teatro La Rambleta                              | –                        |
| 31 de marzo de 2025       | Zaragoza                  | España               | Teatro Principal                                | –                        |
| 1 de abril de 2025        | Zaragoza                  | España               | Teatro Principal                                | –                        |
| 5 de abril de 2025        | Murcia                    | España               | Teatro Circo Murcia                             | –                        |
| 24 de abril de 2025       | Sevilla                   | España               | Auditorio Nissan Cartuja                        | –                        |
| 25 de abril de 2025       | Cádiz                     | España               | Palacio de Congresos                            | –                        |
| 27 de abril de 2025       | Logroño                   | España               | Rioja Fórum                                     | –                        |
| 30 de abril de 2025       | Granada                   | España               | Palacio de Congresos de Granada                 | –                        |
| 2 de mayo de 2025         | Vigo                      | España               | Auditorio y Palacio de Congresos Mar de Vigo    | –                        |
| 10 de mayo de 2025        | Medellín                  | España               | Teatro Romano de Medellín                       | Mettelium Festival       |
| 17 de mayo de 2025        | La Línea de la Concepción | España               | Palacio de Congresos y Exposiciones de la Línea | –                        |
| 25 de mayo de 2025        | La Coruña                 | España               | Palacio de la Ópera                             | –                        |
| 30 de mayo de 2025        | Madrid                    | España               | Teatro Albéniz                                  | Universal Music Festival |
| 31 de mayo de 2025        | Madrid                    | España               | Teatro Albéniz                                  | Universal Music Festival |
| 19 de junio de 2025       | San Sebastián             | España               | Palacio de congresos y auditorio Kursaal        | –                        |
| 11 de julio de 2025       | Tarragona                 | España               | Tarraco Arena Plaza                             | –                        |
| 18 de julio de 2025       | Sallent de Gállego        | España               | Auditorio Natural de Lanuza                     | Festival Pirineos Sur    |
| Segunda etapa (2025-2026) |                           |                      |                                                 |                          |
| 19 de septiembre de 2025  | Murcia                    | España               | Auditorio Víctor Villegas                       | –                        |
| 10 de octubre de 2025     | Salamanca                 | España               | Centro de las Artes Escénicas y de la Música    | –                        |
| 11 de octubre de 2025     | Valencia                  | España               | Palacio de Congresos                            | –                        |
| 29 de octubre de 2025     | Barcelona                 | España               | Palacio de la Música Catalana                   | Suite Music Festival     |
| 2 de noviembre de 2025    | Gijón                     | España               | Laboral Ciudad de la Cultura                    | –                        |
| 3 de noviembre de 2025    | Madrid                    | España               | Teatro Rialto                                   | –                        |
| 24 de noviembre de 2025   | Madrid                    | España               | Teatro Rialto                                   | –                        |
| 12 de diciembre de 2025   | Zaragoza                  | España               | Auditorio de Zaragoza                           | –                        |
| 31 de enero de 2026       | Zaragoza                  | España               | Auditorio de Zaragoza                           | –                        |

### Retransmisión televisiva
Uno de los momentos más destacados de la promoción de Recardelino fue el primer concierto que Bona dio en el Teatro Principal de Zaragoza. Este espectáculo fue elegido para ser grabado profesionalmente debido a la energía del público, ya que Bona actuaba por primera vez en casa. Tiene pendiente su retransmisión bajo el título Juanjo Bona en concierto por Aragón TV a lo largo de 2025.

## Lista de canciones
| Recardelino |                           |                                                 |               |          |  |
| N.º         | Título                    | Escritor(es)                                    | Productor(es) | Duración |  |
| 1.          | «Intro»                   | Juanjo Bona David Soler Marcel Bagés            | Soler Bagés   | 2:40     |  |
| 2.          | «Moncayo»                 | Bona Juan Figols Villanueva Mario Lázaro Bernal | Soler Bagés   | 3:18     |  |
| 3.          | «Villano»                 | Irene Garrido Bona                              | Soler Bagés   | 3:26     |  |
| 4.          | «Virgen de Magallón»      | Garrido Figols Villanueva Bona                  | Soler Bagés   | 2:31     |  |
| 5.          | «Golondrinas»             | Bona Víctor Mirallas Parellada                  | Soler Bagés   | 2:30     |  |
| 6.          | «Me sabe mal»             | Bona Lucas De Laiglesia                         | Soler Bagés   | 2:57     |  |
| 7.          | «Mis tías»                | Alicia Ros Bona Marco Frías                     | Soler Bagés   | 2:29     |  |
| 8.          | «La plaza y el río»       | Bona De Laiglesia                               | Soler Bagés   | 2:59     |  |
| 9.          | «Nuestra forma de hablar» | Bona Juan Fresquito De Laiglesia                | Soler Bagés   | 3:36     |  |
| 10.         | «La magallonera»          | Figols Villanueva Bona Lázaro Bernal            | Soler Bagés   | 2:53     |  |
| 11.         | «Últimamente»             | Ignacio García Bona Laura Aznar                 | Soler Bagés   | 2:10     |  |
| 32:29       |                           |                                                 |               |          |  |

## Posicionamiento en listas
| País              | Asociación | Lista           | Mejor posición | Ref    |
| ----------------- | ---------- | --------------- | -------------- | ------ |
| Bandera de España | Promusicae | Top 100 Álbumes | 2              | [ 36 ] |
| Bandera de España | Promusicae | Top 100 Vinilos | 2              | [ 37 ] |